# Peumo
Peumo (del mapudungún:  pegu ‘Peumo (Cryptocarya alba)’) es una  comuna de Chile de la provincia de Cachapoal, en la Región de O'Higgins, en la zona central de Chile. Limita al norte con la comuna de Las Cabras, al sur con San Vicente de Tagua Tagua, al este con San Vicente de Tagua Tagua y Coltauco y al oeste con Pichidegua.
Integra el distrito electoral N.º 16 y pertenece a la 8.ª circunscripción senatorial (O'Higgins).

## Historia
El primer evento documentado relevante ocurrió el 30 de marzo de 1593, cuando Álvaro de Villagra, hijo natural de Francisco de Villagra, fue nombrado Corregidor de Teno, Rauco, Rancagua, Colchagua, Peumo, Pichidegua y otros pueblos, estableciendo la importancia administrativa de Peumo en la época colonial.
Avanzando en el tiempo, en 1664, dentro de los dominios del marqués de Villa Palma en 1664 surgió un establecimiento minero que explotaba un yacimiento de oro. Este es el origen de uno de los más antiguos curatos de Chile, establecido para evangelizar a los indígenas hace unos 300 años en esta zona, que debe su nombre a la abundancia del árbol nativo llamado peumo (Cryptocarya alba).
La resistencia mapuche por la defensa de las escasas tierras que conservaban se expresó durante el siglo XVIII, con motivo de los intentos del párroco apellidado Zúñiga de establecer una villa en las tierras indígenas.

... “a pesar de estar casi extinguido el pueblo, tuvo la tenaz resistencia del cacique Catrileo y no consiguió cambiar la índole de su parroquia – doctrina”.73 La insistencia por fundar la villa para avanzar en la evangelización y formar nuevas parroquias, llevaba a discutir acerca de la población mapuche de Peumo. “Único inconveniente que dicho terreno – para fundar la villa de Peumo- pertenece a la encomienda de indios del Pueblo de Peumo,... pero quedán sólo 11, fuera de mujeres y chicos... por lo que pudieran éstos agregarse al pueblo de Codeu, que dista tan solamente dos leguas o al pueblo de Copequén (perteneciente a la comuna de Coinco) que dista diez, y hay muy pocos indios en él, o al de Tagua Tagua que dista diez”.
Párroco Zuñiga

El cacique de Peumo Cipriano Catileu se opuso al adoctrinamiento católico y mantuvo su decisión de defensa de sus tierras, logrando que en 1763 se nombrara un defensor de indígenas.
El 18 de enero de 1763, el teniente del Corregidor, siguiendo órdenes del Gobernador y presidente de la Colonia, don Antonio Guill y Gonzaga, firmó una providencia que apoyaba la solicitud presentada por el Santo Cura de Peumo, Antonio de Zúñiga, para comisionar a Don Manuel Quirós. Este movimiento marcó el comienzo de los esfuerzos para establecer a Peumo como villa, siendo este uno de los primeros ejemplos documentados de opinión pública en la localidad. El 5 de febrero de ese mismo año, Don Manuel Quirós y otros notables realizaron un reconocimiento del territorio de Peumo, proporcionando un informe detallado que ayudó a cimentar su estatus como un área de importancia.
El 6 de enero de 1793, siendo Gobernador de Chile Ambrosio O'Higgins, Peumo fue oficialmente reconocido como la "Villa de Peumo". Aunque en enero de ese mismo año se atribuye a O´Higgins la concesión del título de Villa, los registros oficiales de este acto son inexistentes. No obstante, Peumo gozó de ciertas franquicias que caracterizaban a las villas de esa época, como la policía y el juzgado. Es en este mismo año que O´Higgins oficiaba para que se informase de la oposición del cacique de Peumo, Nicolas Catrileu. Peumo y otros pueblos de indios pervivieron en el tiempo, y a fines del periodo colonial aún mantenía las tierras de la primera mensura. El Dr. Zúñiga, encargado de elaborar un informe acerca de los pueblos de indios de la de Codehua, Rancagua y Peumo, decía un año antes de que llegara el siglo XIX, el 13 de enero de 1799: “El pueblo de indios de esta mi doctrina de Peumo consta de 550 cuadras de tierras todas muy pingües, con abundancia de aguas. Los indios que son casados alcanzan a 23, los que tienen las tierras correspondientes, las que ocupan en siembras y algunos arriendan alguna parte recibiendo el precio correspondiente”.
El 30 de agosto de 1824, la Constitución promulgada por el presidente Ramón Freire estableció una nueva división administrativa del país. En esta reorganización, Peumo fue clasificado como Subdelegación o Villa dentro de la provincia de Santiago.

Peumo.-—Villa, capital del departamento de Cachapual, situada cerca de la margen derecha del río de este nombre por los 34° 25' Lat. y 7lº 12' Lon. y á 60 kilómetros al SO. de la ciudad de Rancagua. Está asentada en un espacio llano de la ribera de ese río, cultivado y ameno, ceñido hacia el E. por unas pequeñas alturas y á 185 metros sobre el nivel del Pacífico. Sus calles son regulares y contienen iglesia parroquial, dos escuelas gratuitas, oficinas de registro civil, de correo y telégrafo, establecimientos de hospital y de beneficencia y una población de 1,720 habitantes; tiene también municipio que comprende el territorio de las subdelegaciones de su título y Codao. Fué primitivamente asiento de indígenas, los que comenzaron á extinguirse poco después de 1664 en que este sitio y terrenos circunvecinos se dieron en merced al marqués de Villa Palma, familia de Encalada. Más tarde se construyó aquí una iglesia, que luego se convirtió en parroquial y comenzó á reunir un pequeño pueblo. Uno de sus curas posteriores, Don Antonio de Züñiga, contribuyó con su crédito de santo á adelantarlo y practicó diligencias en 1763 para obtenerle el título de villa, lo que sin embargo no se le confirió sino á principios de 1793 por el Presidente Don Ambrosio O'Higgins, á sugestión del entonces marqués de aquel título Don Martin Encalada. La ley de 10 de diciembre de 1883 la designó como capital de su departamento creado en esa fecha.
Francisco Astaburoaga en 1899 en su Diccionario Geográfico de la República de Chile: 545  

El 9 de junio de 1874, bajo el mandato del presidente Federico Errázuriz, Peumo fue elevado al estatus de ciudad por un Decreto Supremo. Este reconocimiento fue ratificado por la constitución de 1833.
El geógrafo Luis Risopatrón lo describe como una ‘ciudad’ en su libro Diccionario Geográfico de Chile en el año 1924:: 662 

Peumo (Ciudad de). 34° 24' 71° 11'. Es de planta irregular i se encuentra asentada en un espacio llano, cultivado i ameno, de la márjen N del curso inferior del rio Cachapoal, ceñido al E por pequeñas alturas i con vetas de oro en los cerros del N; tiene estación de ferrocarril en la parte N de ella, a 176 m de altitud, a 28 kilómetros al NW de la de Pelequen i a 17 km al S E de la de Las Cabras. Fué primitivamente asiento de indíjenas, los que comenzaron a estinguirse poco después de 1664, en que este sitio i terrenos circunvecinos se dieron en merced al marques de Villa Palma; se construyó poco después en él una iglesia i comenzó a reunir un pequeño pueblo, al que se le confirió el título de villa en enero de 1793 i posteriormente por decreto de 9 de junio de 1874

La Municipalidad dictó en 1988 el decreto que declaró fecha aniversario de la creación de la comuna, el 9 de junio. En esta mismo documento se incluye el decreto respectivo.

## Medio ambiente

### Geomorfología y componentes abióticos

Trazado simplificado de los ecosistemas y cuerpos de agua presentes en la comuna de Peumo.

La comuna de Peumo se encuentra emplazada en la unidad geomorfológica de Cordillera de la costa; y presenta según la clasificación climática de Köppen clima mediterráneo de lluvia invernal (Csb) y clima mediterráneo de lluvia invernal de altura (Csb (h)). Esta además se halla en la cuenca hidrográfica de río Rapel. Además, la comuna posee diversos cuerpos de agua, entre los que se destacan el río Cachapoal.

### Componentes bióticos
Dentro del territorio de la comuna se pueden hallar los siguientes ecosistemas:
- Bosque caducifolio mediterráneo costero donde predominan Nothofagus macrocarpa y Ribes punctatum (Vulnerable)
- Bosque esclerófilo mediterráneo andino donde predominan Quillaja saponaria y Lithrea caustica (Vulnerable)
- Bosque esclerófilo mediterráneo costero donde predominan Cryptocarya alba y Peumus boldus (Vulnerable)
- Bosque espinoso mediterráneo costero donde predominan Acacia caven y Maytenus boaria (Vulnerable)

### Medidas de protección ambiental y conflictos socioambientales
Hasta 2022, la comuna de Peumo cuenta con un área territorial destinada a la protección ambiental:
- Cordillera de la costa Norte y Cocalán (Sitios Ley 19.300)[13]

## Demografía
La comuna de Peumo abarca una superficie de 153,12 km² y una población de 14 313 habitantes (INE 2017), correspondientes a una densidad de 92,20 hab/km². Del total de la población, 7076 son mujeres.

## Administración

### Municipalidad
La Ilustre Municipalidad de Peumo es dirigida por el alcalde Carlos Aliaga Donoso (Independiente) el cual es asesorado por los concejales:
- Fermín Carreño Carreño  (PPD)
- Patricio Zamorano Orellana (Partido Ecologista Verde)
- Manuel González Torres (UDI)
- Claudia Lira Orellana  (PPD)
- José Chávez Pérez  (PPD)
- Eduardo Cordova Riquelme (Frente Amplio)

### Representación parlamentaria
Peumo pertenece al distrito electoral N°16 y a la 8.ª circunscripción senatorial (O'Higgins). Es representada en la Cámara de Diputados del Congreso Nacional por los diputados Alejandra Sepúlveda Orbenes, de la FREVS, Ramón Barros de la UDI, Cosme Mellado, del Partido Radical de Chile, y por Virginia Troncoso de la UDI. A su vez, es representada en el Senado por los senadores Juan Pablo Letelier Morel del PS y Alejandro García-Huidobro Sanfuentes de la UDI.

## Cultura

### Leyenda en el cerro Gulutrén
Peumo está asentada casi en los pies del cerro Gulutrén, lugar donde según la leyenda local "el Diablo en el Cerro Gulutrén", rondaría Satanás, por lo que se levantó una gran cruz para ahuyentarlo.

### Emblemas

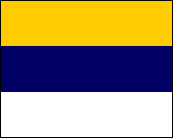
Bandera de Peumo.

Es en 1985, luego de la recopilación y estudios de la documentación histórica existente (parte de ella proporcionada por los vecinos) que fue posible entregar al heraldista y Presidente de la Comisión de Heráldica del Instituto de Conmemoración Histórica de Chile, Fernando Álvarez de Toledo, los antecedentes fundamentales para la creación de los emblemas de Peumo. Álvarez de Toledo identificó los siguientes elementos, prioritariamente representativos de Peumo:
- El Nombre de la Comuna
- El Personaje más importante de su historia: Martín Calvo Encalada, Marqués de Villapalma
- La Tradición
- Los Aborígenes representativos por su jefe: Cipriano Catrileu (Peomo)
- El signo geográfico más característico: el cerro Gulutrén y su Cruz de Hierro

La bandera está formada con los colores del escudo de Martín Calvo Encalada (oro, azur y plata) en tres fajas.

## Lugares de interés

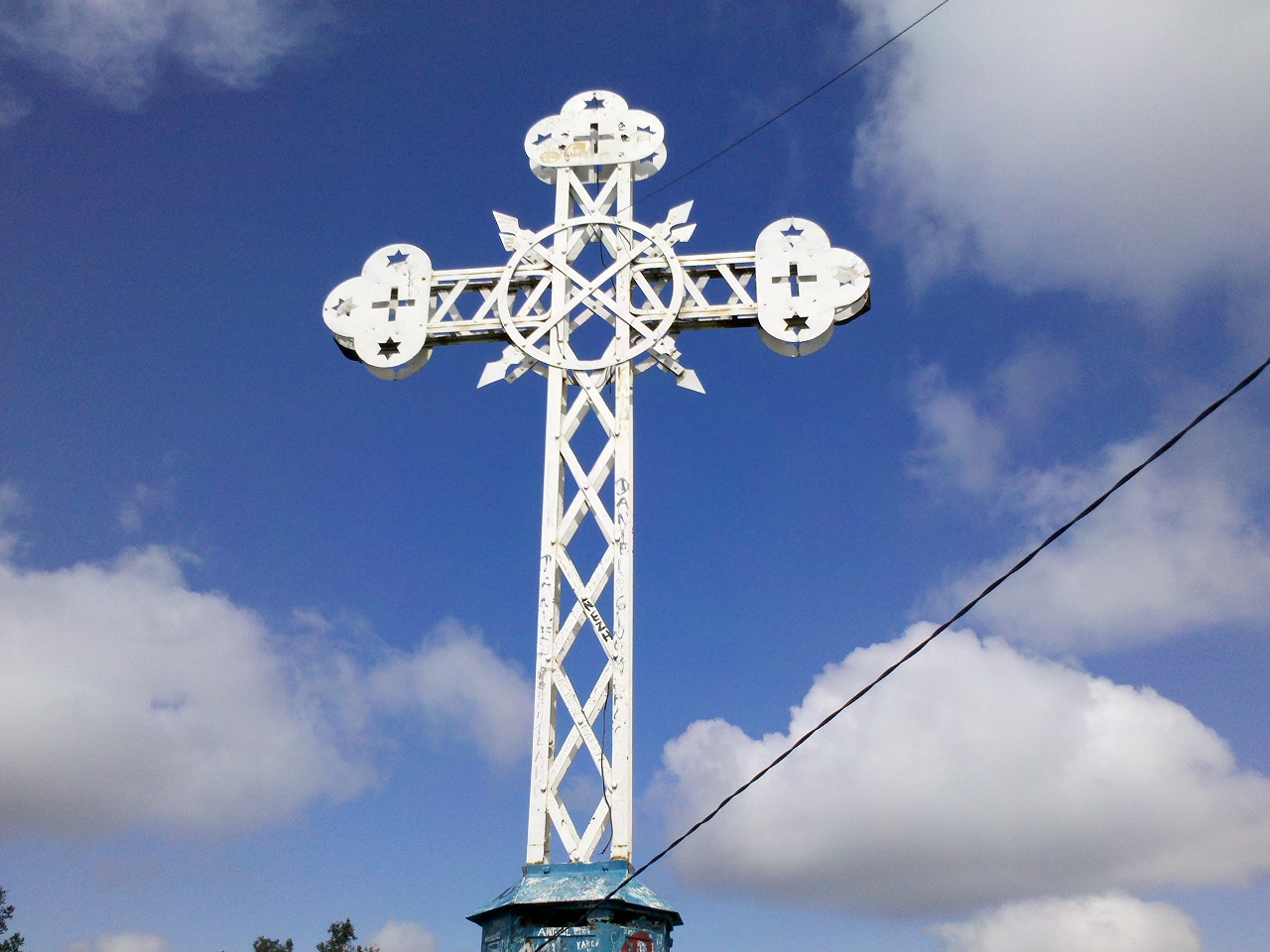
Vista de la Cruz del cerro Gulutren

### Casa Piedra Cerro Gulutrén
En el Cerro Gulutrén localizado frente a la ciudad de Peumo (antiguamente pueblo de indios de Peomo), ha sido objeto de leyendas que lo asocian con el demonio y el cerro Tren Tren en la comuna de Doñihue.
En este último de altura máxima 951 m.s.n.m, está situado en las inmediaciones del río Cachapoal. En él se encontraron en el año 1989, en un farellón rocoso conocido como “Piedra Larga”, “Casa de Piedra de don Ponce” o “Casa de Cabras”, a 400 metros sobre el nivel del valle y en la ladera suroriente de dicho cerro, lo que se presume es un santuario inca donde se hallaron los restos óseos de cuatro niños de edades estimadas entre 9 meses y 9 años de edad, con ofrendas que consistían en 10 vasijas de greda, conchas, tejido animal, cordelería, cuentas de collar, textiles y vegetales, que muestran influencias de origen incaico y de tradición indígena tardía local.

## Transporte

### Accesos

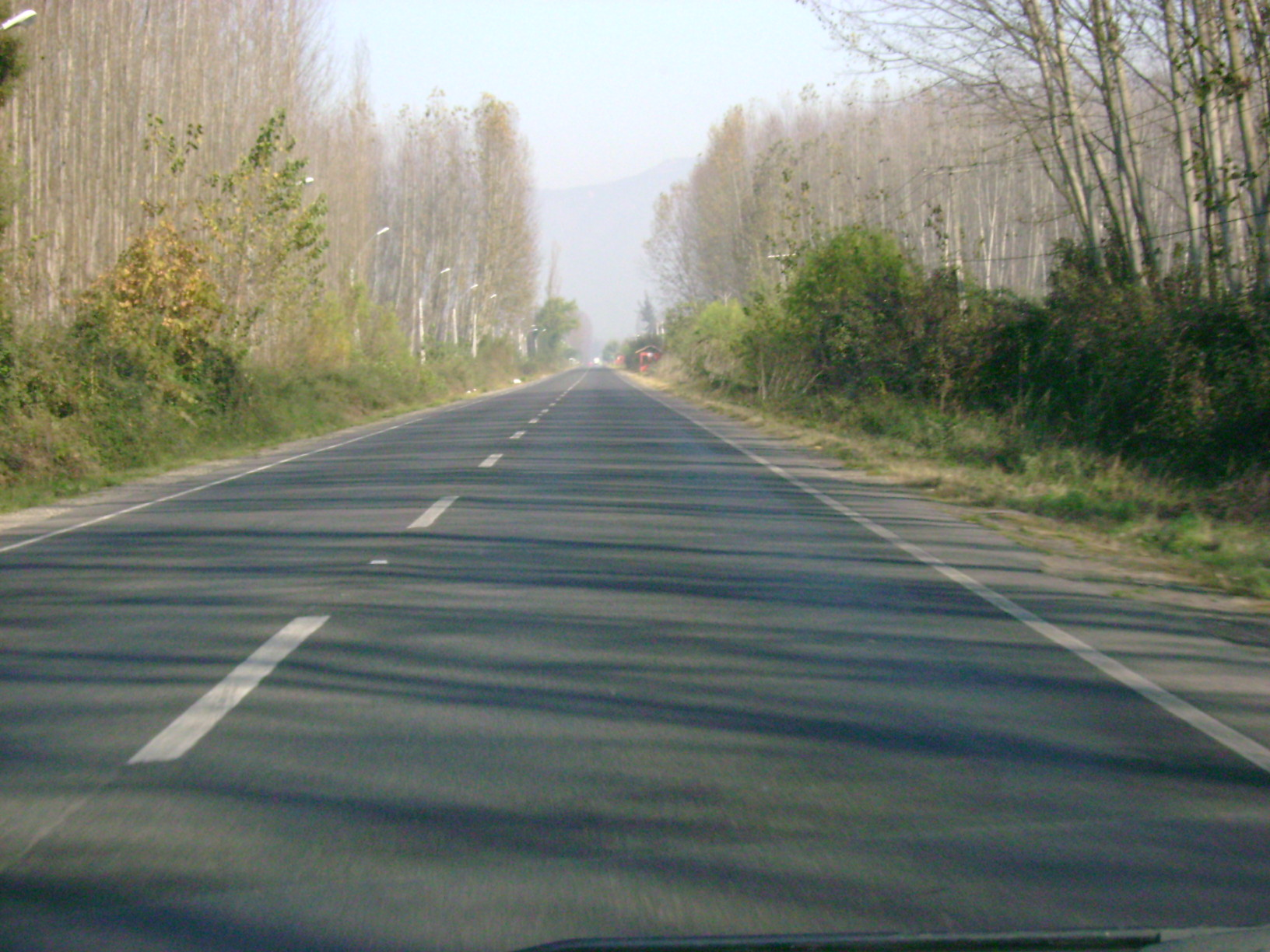
Ruta H-30 de Coltauco hacia Peumo.

Para acceder a la Comuna de Peumo existen 2 vías que conectan la comuna con el país:
- Ruta H-66G: Llamada también carretera de la Fruta, que va desde el Suroriente por Pelequén al Norponiente hasta San Antonio. Tiene una extensión de 138 km pavimentados y une las comunas de Malloa, ], Peumo, San Vicente, Las Cabras, Melipilla, San Pedro, Rocas de Santo Domingo y San Antonio. Para llegar a Peumo desde Santiago hacia el Sur en kilómetro 123 de la Autopista del Maipo, debe desviarse al oeste pasar peaje de Pelequén y tomar la Ruta H-66G, avance hacia la costa, con accesos a comunas como San Vicente de Tagua Tagua y Peumo. En el km. 27, se encontrara con la comuna de Peumo.

- Ruta H-30: Conecta las Comunas de Rancagua, Doñihue, Coltauco y Peumo, en estas últimas bordea el Río Cachapoal.

### Transporte local
La comuna de Peumo cuenta con 5 líneas de Taxis, los cuales abarcan toda la comuna, cuatro empresas de buses que tienen servicios diarios a Rancagua, Santiago, San Fernando, Pichilemu, San Antonio y Cartagena y tres que cubren las comunas de Pichidegua, Peumo y San Vicente.
En la comuna hay un Terminal de Taxis Colectivos, los cuales se dirigen hacia las comunas de Las Cabras, Pichidegua y Rancagua.

## Medios de comunicación

### Radioemisoras
FM
- 95.3 MHz -   La Cruz de Gulutren
- 104.9 MHz - Naranja La Sabrosa
- 107.3 MHz - Radio comunitaria Alternativa

### Televisión
- 4 - Peumo TV (Inet)

## Deportes

### Fútbol
La comuna de Peumo ha tenido a dos clubes participando en los Campeonatos Nacionales de Fútbol en Chile.
- Deportes Peumo (tercera división 1981-1984).
- Unión Veterana de Peumo (Cuarta división 1983-1989 y 1996-1997/tercera división 1990-1995).